# Lebenszeichen (Film)
Lebenszeichen ist der erste Spielfilm von Werner Herzog, erschienen 1968. Als Grundlage für die Filmhandlung diente die romantische Erzählung Der tolle Invalide auf dem Fort Ratonneau von Achim von Arnim sowie ein Bericht in der Zeitschrift Der Freymüthige über einen Kriminalfall im Siebenjährigen Krieg. 
Der Film wurde in Schwarzweiß gedreht.

## Inhalt
Während des Zweiten Weltkriegs wird der verletzte Wehrmachtssoldat Stroszek mit seinen Kameraden Meinhard und Becker auf die griechische Insel Kos in den Dodekanes beordert. Nach seiner Gesundung besteht die einzige Aufgabe der Männer in der Bewachung einer Festung samt Munitionsdepot. Abseits der Kriegsschauplätze vergeht die Zeit weitgehend ereignislos, sodass sich schnell Langeweile einstellt. Die Gruppe, stets auch in der Gesellschaft von Stroszeks griechischer Ehefrau, sucht sich mit dem Basteln von Feuerwerkskörpern, Anstreichen der Tür und Einfangen von Kakerlaken zu beschäftigen. Vor allem Stroszek leidet unter dieser Tatenlosigkeit, sodass er sich vom Hauptmann zusätzliche Aufträge geben lässt. Bei einer Patrouillemission zusammen mit seinem Kameraden Meinhard erleidet er angesichts eines Tals voller sich drehender Windmühlen einen nervösen Anfall. Die Furcht vor einer imaginären Bedrohung bringt ihn letztlich so weit, dass er seinen Verstand verliert und die anderen mit dem Gewehr aus der Festung jagt. Fortan hält er sich dort verbarrikadiert, droht allen, die sich ihm zu nähern versuchen, und erklärt seine Absicht, die Sonne in Brand zu setzen. Zu diesem Zweck entfacht er weitere selbstgebastelte Feuerwerkskörper, die er auch gegen die Stadt und die Garnison richtet. Da seine Einheit es nicht akzeptieren kann, dass das Munitionsdepot sich in seiner Hand befindet, wird ein Plan entwickelt, um Stroszek zu fangen. Zum Schluss berichtet der Erzähler, wie Stroszek von seinen Kameraden gestellt worden ist und „so elend und so schäbig gescheitert wie alle seinesgleichen“.

## Hintergrund, Veröffentlichung
Werner Herzogs Großvater Rudolf Herzog arbeitete als Archäologe an der Festung Neratzia, die als Schauplatz dient; sein damals letzter überlebender Mitarbeiter Achmed Hafiz hat einen Auftritt im Film.
Die von Bruno S. in Herzogs gleichnamigen Film von 1977 gespielte Titelfigur trägt ebenfalls den Namen Stroszek. Nach Herzogs Angaben hieß so einer seiner Studienkollegen, der für ihn Aufgaben erledigte. Statt einer Bezahlung versprach er ihm, seinen Namen unsterblich zu machen.
Der Arbeitstitel des Films war Feuerzeichen. Der in den Monaten Juni bis Juli und September 1967 gedrehte Film wurde vom Kuratorium Junger Deutscher Film gefördert und hatte in der Bundesrepublik Deutschland am 25. Juni 1968 Premiere beim IFF in Berlin. Am 5. Juli 1968 wurde er erstmals in München gezeigt. Vorgestellt wurde er zudem im Oktober 1968 als deutscher Beitrag beim New York Film Festival und am 14. Juni 1970 beim Adelaide Film Festival und außerdem beim London Film Festival. In Belgien wurde er im Mai 1970 im Fernsehen gezeigt, in Spanien wurde er im April 1978 veröffentlicht, in den USA im Dezember 1981. Im November 1985 lief er auf dem Film Festival in Turin, im Januar 2001 wurde er auf dem Ciclo grandes clásicos europeos in Argentinien veröffentlicht. Im Oktober 2002 lief er in Hongkong, im März 2009 wurde er beim Zlín Student Film Festival in der Tschechischen Republik aufgeführt, im Mai 2009 lief er auf der IndieLisboa in Portugal, im November 2009 beim Internationalen Filmfestival Thessaloniki. Zudem wurde er im Februar 2010 auf dem Internationalen Film Festival in Berlin gezeigt. Veröffentlicht wurde er zudem in Brasilien, Frankreich, Griechenland, Kroatien, Italien, Polen und in der Sowjetunion. Der englische Titel lautet: Signs of Life.
Der Film wurde unter anderem im Rahmen der Zweitausendeins Edition „Der deutsche Film“ unter der Nummer 3/1968 am 22. Juni 2004 von Arthaus auf DVD herausgegeben, am 6. Februar 2009 erschien er bei Kinowelt Home Entertainment.

## Kritik
Im Spandauer Volksblatt vom 14. September 1969 war seinerzeit zu lesen: „Die Darstellung des Schicksals Stroszeks bleibt auf dieser griechischen Insel. Sie hat kaum Gesellschaftsbezug. Und soweit der vorhanden, läßt sich daraus keine Schuld der Gesellschaft ableiten.“
Filmstarts.de schrieb zur Leistung des Hauptdarstellers: „Peter Brogle porträtiert seinen Stroszek zu Beginn mit stoischer Ruhe, unterbricht den Trott dann zunehmend mit kleinen Eruptionen und verglüht schließlich regelrecht im Exzess.“ Weiter hieß es: „Wolfgang von Ungern-Sternberg und Wolfgang Reichmann spielen dagegen scharf an der Grenze zur Karikatur – etwas anderes ließ ihnen das an Absurditäten reiche Drehbuch auch gar nicht erst übrig.“ Fazit: „‚Lebenszeichen‘ ist das Statement eines von Beginn an hochgradig selbstsicheren Autors, eine Kampfansage an die Trivialität des deutschen Nachkriegskinos und ein Ausblick auf Herzogs Kernthemen – bis hin zur Erbfeindschaft mit dem Federvieh, die Herzog über Meinhard auf den Punkt bringt: ‚Mein Gott, hat so ein Huhn einen blöden Ausdruck‘.“
Kino.de war der Ansicht, dass Stroszek, der „allmählich wahnsinnig“ werde, „weil er den Herausforderungen einer grandiosen Landschaft, der Intensität des gleißenden Lichts, der Fremdartigkeit der Menschen und den Zeichen einer uralten Kultur nicht gewachsen“ sei, für Herzog „etwas Titanisches“ gehabt und er „sein Dauerthema gefunden“ hatte.

## Auszeichnungen
- Silberner Bär 1968 als Erstlingswerk
  - nominiert für den Goldenen Bären
- Bundesfilmpreis 1968: Filmband in Silber
  - nominiert in der Kategorie „Beste Regie“
- Prädikat: „Besonders wertvoll“
- Carl-Mayer-Drehbuch-Preis